# Байталли
Байталли́ (рос. Байталлы, башк. Байталлы) — село у складі Кушнаренковського району Башкортостану, Росія. Адміністративний центр Расмекеєвської сільської ради.
Населення — 445 осіб (2010; 458 у 2002).
Національний склад:
- башкири — 50 %
- татари — 46 %